# 6-Stunden-Rennen von Road Atlanta 1978

Road Atlanta Streckenlayout

Das 6-Stunden-Rennen von Road Atlanta 1978, auch Road Atlanta 6 Hours Champion Spark Plug Challenge, Road Atlanta, fand am 3. September auf der Rennstrecke von Road Atlanta statt und war der 13. und letzte Wertungslauf der Sportwagen-Weltmeisterschaft dieses Jahres.

## Das Rennen
Mit dem 6-Stunden-Rennen von Road Atlanta endete die Sportwagen-Weltmeisterschaft 1978. Die Veranstaltung zählte zur World-Challenge der Langstreckenfahrer und fand am selben Tag wie das 6-Stunden-Rennen von Vallelunga statt. In Road Atlanta lieferten sich die Fahrerteams James Reeve/Pete Harrison und Don Devendorf/Dick Starita ein langes Duell um den Gesamtsieg. Im Ziel hatten Reese und Harrison auf ihrem Buick Skyhawk nach 6 Stunden Renndauer einen Vorsprung von acht Sekunden auf den Datsun B210 von Devendorf und Starita. Die Fahrer-World-Challenge gewann John Paul senior vor Bonky Fernandez und Peter Gregg. 

## Ergebnisse

### Schlussklassement
| 1               | RS | 52 | Atlanta Racing Enterprises    | James Reeve Pete Harrison                      | Buick Skyhawk       | 198 |
| 2               | RS | 11 | Dick Starita                  | Don Devendorf Dick Starita                     | Datsun B210         | 198 |
| 3               | RS | 63 | Jim Downing                   | Jim Downing John Paul senior                   | Mazda RX-2          | 197 |
| 4               | RS | 2  | Jim Roberts                   | Jim Roberts Tom Waugh                          | AMC Gremlin         | 195 |
| 5               | RS | 38 | Roger Mandeville              | Roger Mandeville Diego Febles                  | Mazda RX-3          | 194 |
| 6               | RS | 92 | Roger Mandeville              | Don Whittington Bill Whittington               | Mazda RX-2          | 194 |
| 7               | RS | 51 | Brandt Doell                  | Steve Griswold Chris Cord                      | AMC Gremlin         | 193 |
| 8               | RS | 10 | Richard Kendrick              | Phil Currin Richard Kendrick                   | BMW 2002            | 191 |
| 9               | RS | 79 | IPD                           | Richard Gordon John Dinkel Milt Minter         | Volvo 412E          | 190 |
| 10              | RS | 7  | Amos Johnson                  | Dick Barbour Amos Johnson                      | AMC Pacer           | 188 |
| 11              | RS | 22 | Landing                       | Linda Sharp Jim Fitzgerald                     | Datsun B210         | 188 |
| 12              | RS | 94 | Eric Morrow                   | Eric Morrow Bruce Cargill                      | Dodge Colt          | 187 |
| 13              | RS | 6  | Amos Johnson                  | Dennis Shaw Rick Knoop                         | AMC Pacer           | 185 |
| 14              | RS | 08 | Keith Swope                   | Keith Swope John Hamilton                      | AMC Gremlin         | 184 |
| 15              | RS | 64 | Distant Thunder               | Carlos Garza Steve Earle Bob Akin              | BMW 320i            | 184 |
| 16              | RS | 25 | Ralph Steele                  | Del Carlson Tony DeLorenzo                     | AMC Gremlin         | 181 |
| 17              | RS | 27 | Mike Meyer                    | Mike Meyer Rusty Bond                          | Mazda RX-2          | 180 |
| 18              | RS | 47 | Tom Lyttle                    | Tom Lyttle Ron Jones Mike McKee                | Datsun 510          | 178 |
| 19              | RS | 37 | Kevin Coffey                  | Kevin Coffey Randi Coffey                      | Mazda RX-2          | 177 |
| 20              | RS | 20 | Eddie Mecum                   | Javier Garcia Eddie Mecum                      | Buick Skyhawk       | 176 |
| 21              | RS | 90 | James Bobo                    | James Bobo Nick Angelos                        | Mazda RX-2          | 176 |
| 22              | RS | 62 | Speight Sugg                  | Speight Sugg Rick Gaines                       | BMW 1600            | 169 |
| 23              | RS | 50 | Griff Goad                    | Griff Goad Len Murphy                          | Ford Pinto          | 151 |
| 24              | RS | 69 | Randy Blue                    | Randy Blue John Watterson                      | AMC Gremlin         | 149 |
| Ausgefallen     |    |    |                               |                                                |                     |     |
| 25              | RS | 30 | Monarch Motor Racing          | Bonky Fernandez Walt Bohren                    | Mazda RX-2          | 194 |
| 26              | RS | 09 | Joe Varde                     | Joe Varde Gary Belcher                         | AMC Gremlin         | 190 |
| 27              | RS | 80 | Hoerr Brothers                | Scott Hoerr Brad Frisselle                     | Datsun 510          | 182 |
| 28              | RS | 78 | Performance Innovations       | Rob McFarlin Hurley Haywood                    | Datsun 200SX        | 173 |
| 29              | RS | 49 | Brant Doell                   | Buzz Cason Richard Valentine                   | AMC Concord         | 162 |
| 30              | RS | 4  | Ted Schumacher                | Harry McPheron Ted Schumacher                  | Ford Capri          | 159 |
| 31              | RS | 85 | George Kiricenkov             | George Kiricenkov Tom Ashby                    | Ford Pinto          | 156 |
| 32              | RS | 17 | Rob Jackson                   | Rob Jackson Robert Weaver                      | AMC Gremlin         | 155 |
| 33              | RS | 86 | Hoerr Brothers                | Irv Hoerr Danny Smith                          | Datsun 510          | 154 |
| 34              | RS | 31 | Preston Henn                  | Preston Henn Hal Sahlman                       | AMC Pacer           | 137 |
| 35              | RS | 68 | Metric Shop                   | Ron Sattele Tom Davenhall                      | Ford Capri          | 133 |
| 36              | RS | 03 | Joe Varde                     | Bobby Diehl Tim Smith                          | AMC Gremlin         | 131 |
| 37              | RS | 73 | David Ellis-Brown             | David Ellis-Brown John Tremblay                | Volvo 142E          | 128 |
| 38              | RS | 9  | Jerry Reid                    | Jerry Reid Ron Reed Billy Hagan                | Ford Pinto          | 116 |
| 39              | RS | 00 | John Winston                  | Bob Mitchell John Winston                      | Ford Pinto          | 113 |
| 40              | RS | 72 | Tampa Bay Racing              | Craig Ross Charles Mendez                      | Datsun 200SX        | 93  |
| 41              | RS | 89 | TF Performance                | Marv Thomson Dave Headley                      | Oldsmobile Starfire | 75  |
| 42              | RS | 41 | Chuck Ulinski                 | Chuck Ulinski Nick Lawrence                    | Mazda RX-2          | 71  |
| 43              | RS | 96 | Gene Felton                   | Gene Felton Peter Gregg                        | Buick Skyhawk       | 65  |
| 44              | RS | 21 | Andy Vann                     | Andy Vann Dave Richardson                      | AMC Gremlin         | 63  |
| 45              | RS | 59 | Milton Moise                  | Lyn St. James Milton Moise Emory Donaldson     | AMC Gremlin         | 59  |
| 46              | RS | 1  | Holbrook Sparks               | Michael Sparks Carl Holbrook                   | Ford Pinto          | 54  |
| 47              | RS | 82 | North Star Racing             | Corky Bell Bill Johnson                        | Datsun 710          | 50  |
| 48              | RS | 12 | Ed Vogt                       | Ed Vogt Dennis Cloud                           | BMW 2002            | 47  |
| 49              | RS | 34 | Dennis Bowman                 | Dennis Bowman Dennis Colomb                    | Oldsmobile Starfire | 44  |
| 50              | RS | 16 | Danny Smith                   | Gene Rutherford Clif Kearns                    | AMC Gremlin         | 36  |
| 51              | RS | 19 | Southwind Enterprises         | Ralston Long Charlie Cook                      | AMC Gremlin         | 34  |
| 52              | RS | 39 | Wayne Barker                  | Wayne Barker Peter Uria Dermott Meehan         | Ford Pinto          | 33  |
| 53              | RS | 93 | Art Yarosh                    | Art Yarosh Marty Hinze Dale Whittington        | AMC Gremlin         | 20  |
| 54              | RS | 01 | George Hair                   | George Hair William Harris                     | Datsun 510          | 17  |
| 55              | RS | 46 | G. H. Sharp                   | G. H. Sharp Sam Posey                          | Datsun 200SX        | 16  |
| 56              | RS | 57 | Loon Racing                   | Lee Wiese John Poulos                          | Ford Pinto          | 15  |
| 57              | RS | 42 | Sam Chitwood                  | Bob Feld Sam Chitwood                          | AMC Gremlin         | 12  |
| 58              | RS | 14 | Cliff Rickmers                | Cliff Rickmers Earl Fellin Lou Timolat         | BMW 2002            | 11  |
| 59              | RS | 98 | Richard Kitchell              | Rod Bannerman Richard Kitchell                 | AMC Gremlin         | 11  |
| 60              | RS | 99 | Steve Jones                   | Steve Jones Bill Underwood                     | Ford Pinto          | 7   |
| 61              | RS | 26 | Union Capital                 | Carlos Diaz Juan Valdes-Pages Philip Gutierrez | Ford Pinto          | 6   |
| 62              | RS | 91 | Jerry Walsh                   | Jerry Walsh Bob McClure Don Yenko              | Ford Pinto          | 4   |
| 63              | RS | 8  | William Kull                  | William Kull junior William Kull senior        | Ford Pinto          | 4   |
| 64              | RS | 13 | E. J. Pruitt                  | Gary Ouellette John Carusso                    | Mazda RX-2          | 3   |
| 65              | RS | 87 | Larry Schumacher              | Larry Schumacher Don Yenko                     | Oldsmobile Starfire | 2   |
| 66              | RS | 40 | Tom Pyne                      | Tom Pyne J. R. Taylor                          | Ford Pinto          | 1   |
| 67              | RS | 36 | Luis Botero                   | Honorato Espinosa Francisco Lopez Luis Alberto | BMW 2002            | 1   |
| Nicht gestartet |    |    |                               |                                                |                     |     |
| 68              | RS | 18 | Ray Pericles                  | Ray Pericles Matt Pericles                     | Mazda RX-3          | 1   |
| 69              | RS | 43 | Bavarian Motors International | Jack Baldwin Dave Sloyer                       | BMW 2002            | 2   |
| 70              | RS | 48 | Bill Shaw                     | Bill Shaw Nort Northam                         | Honda Civic         | 3   |

1 keine  Trainingszeit
2 nicht gestartet
3 nicht gestartet

### Nur in der Meldeliste
Hier finden sich Teams, Fahrer und Fahrzeuge, die ursprünglich für das Rennen gemeldet waren, aber aus den unterschiedlichsten Gründen daran nicht teilnahmen.
| Pos. | Klasse | Nr. | Team            | Fahrer                       | Chassis        |
| ---- | ------ | --- | --------------- | ---------------------------- | -------------- |
| 71   | RS     | 3   | Gary Strebin    | Gary Strebin Larry McKinley  | Ford Pinto     |
| 72   | RS     | 44  | Joe Amato       | Joe Amato Carson Baird       | AMC Gremlin    |
| 73   | RS     | 55  | Lee White       | Lee White                    | Ford Pinto     |
| 74   | RS     | 77  | Holbrook Sparks | Michael Sparks Carl Holbrook | Ford Pinto     |
| 75   | RS     | 84  | Bob Buchler     | Bob Buchler Clay Young       | Ford Pinto     |
| 76   | RS     | 88  | Bob Picariello  | Bob Picariello Chuck Baker   | Plymouth Arrow |
| 77   | RS     | 95  | Steven Heron    | Steven Heron Rich Lee        | Honda Civic    |

### Klassensieger
| Klasse | Fahrer      | Fahrer        | Fahrzeug      | Platzierung im Gesamtklassement |
| ------ | ----------- | ------------- | ------------- | ------------------------------- |
| RS     | James Reeve | Pete Harrison | Buick Skyhawk | Gesamtsieg                      |

### Renndaten
- Gemeldet: 77
- Gestartet: 67
- Gewertet: 24
- Rennklassen: 1
- Zuschauer: unbekannt
- Wetter am Renntag: heiß und schwül
- Streckenlänge: 4,056 km
- Fahrzeit des Siegerteams: 6:00:11,251 Stunden
- Gesamtrunden des Siegerteams: 198
- Gesamtdistanz des Siegerteams: 802,998 km
- Siegerschnitt: 133,764 km/h
- Pole Position: Gene Felton – Buick Skyhawk (#96) – 1:44,207 = 140,103 km/h
- Schnellste Rennrunde: James Reeve – Buick Skyhawk (#52) – 1:45,000 = 139,047 km/h
- Rennserie: 13. Lauf zur Sportwagen-Weltmeisterschaft 1978